# Levanidovia
Levanidovia is een geslacht van steenvliegen uit de familie Perlodidae. De wetenschappelijke naam van het geslacht is voor het eerst geldig gepubliceerd in 1989 door Teslenko & Zhiltzova.

## Soorten
Levanidovia omvat de volgende soorten:
- Levanidovia mirabilis Teslenko & Zhiltzova, 1989